# さいたま市立春野小学校
さいたま市立春野小学校（さいたましりつ はるのしょうがっこう）は、埼玉県さいたま市見沼区にある公立小学校。

## 沿革
- 1993年（平成5年）4月1日 - 開校
- 1993年（平成5年）11月15日 - 校歌・校旗の誕生を祝う会開催。この日を開校記念日とする。
- 2001年（平成13年）5月1日 - 大宮市、浦和市、与野市の合併に伴い現校名になる。